# Păcuiul lui Soare
Păcuiul lui Soare es una isla en el Danubio en el sureste de Rumania, conocida por su fortaleza búlgara y bizantina, construida en el siglo VIII y abandonada en el siglo XV. La isla tiene una longitud de 6 km.
La isla pertenece al municipio de Ostrov en el distrito de Constanța. El pueblo de Ostrov se encuentra en la orilla sur del Danubio, en la región histórica del norte de Dobruja. El nombre de la isla en rumano significa "Isla de Soare", usando una palabra arcaica para "isla". Soare, que significa "sol" en rumano, es un nombre rumano.

## La fortaleza
Se realizaron excavaciones de 1957 en adelante. Los investigadores modernos suponen que las ruinas de principios del siglo VIII pertenecen al "Palacio Glorioso" de los kanes del Primer Imperio Búlgaro en el Danubio y la base principal de la flota búlgara del Danubio. Se han encontrado muchas marcas protobúlgaras grabadas en la mampostería, parecidas a las de la capital imperial Pliska. El texto de la Columna de los Cuarenta Santos Mártires encontrada en Tarnovo indica que el gran kan Omurtag (?–831) construyó, quizás sobre ruinas bizantinas, el puerto medieval y el complejo palaciego.
La fortaleza bizantina sería construida tras la campaña de Juan I Tzimisces contra Sviatoslav I de Kiev entre 972 y 976.
Petre Diaconu opina que en la zona norte de la isla se hallaba la ciudad genovesa de Vicina.
En la década de 1950, alrededor del 25 % de la fortaleza era visible, y en 2011, entre el 10 y el 15 % de la fortaleza aún era visible debido a la erosión.

## Galería

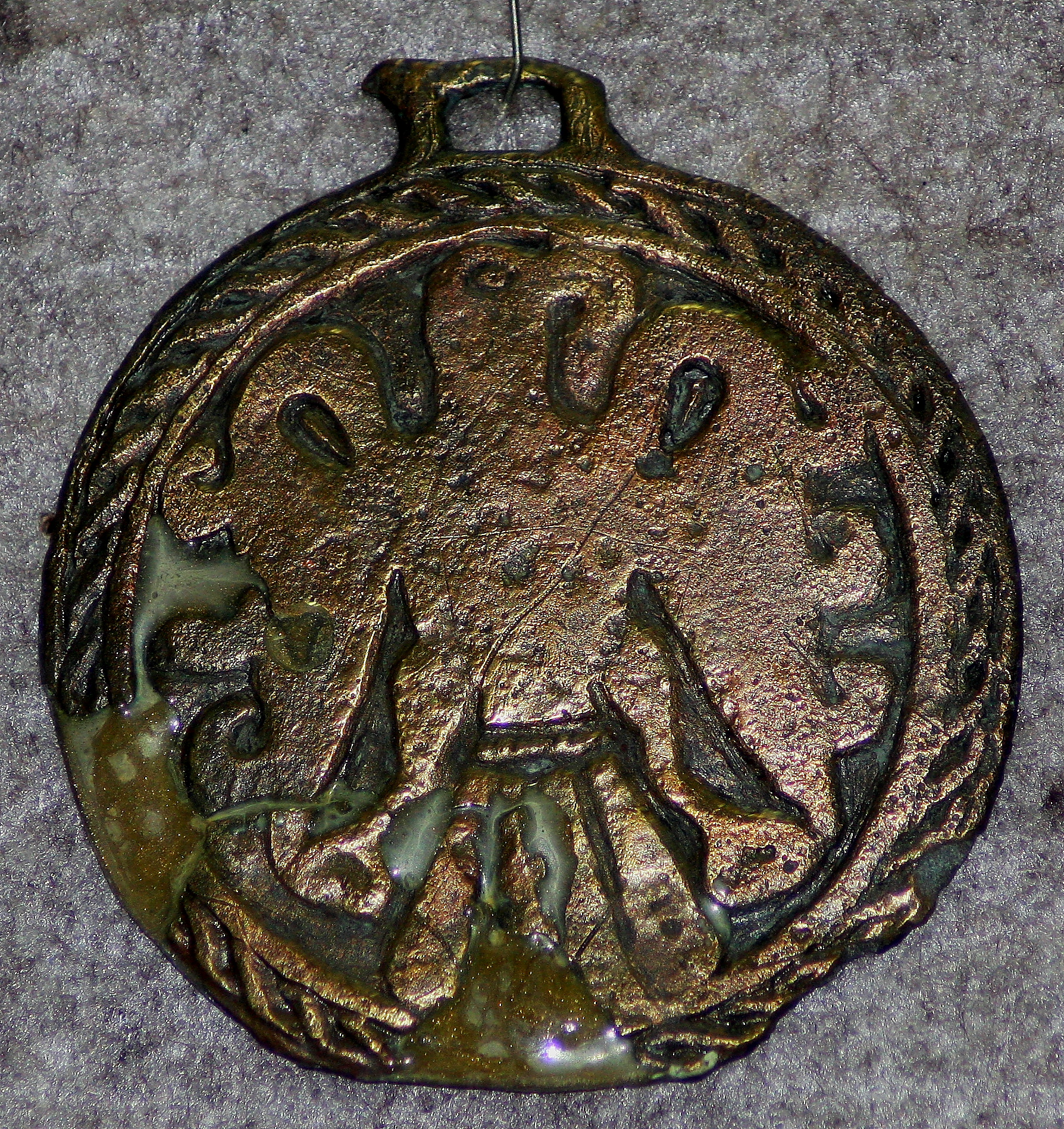
Medallón medieval descubierto en la isla.
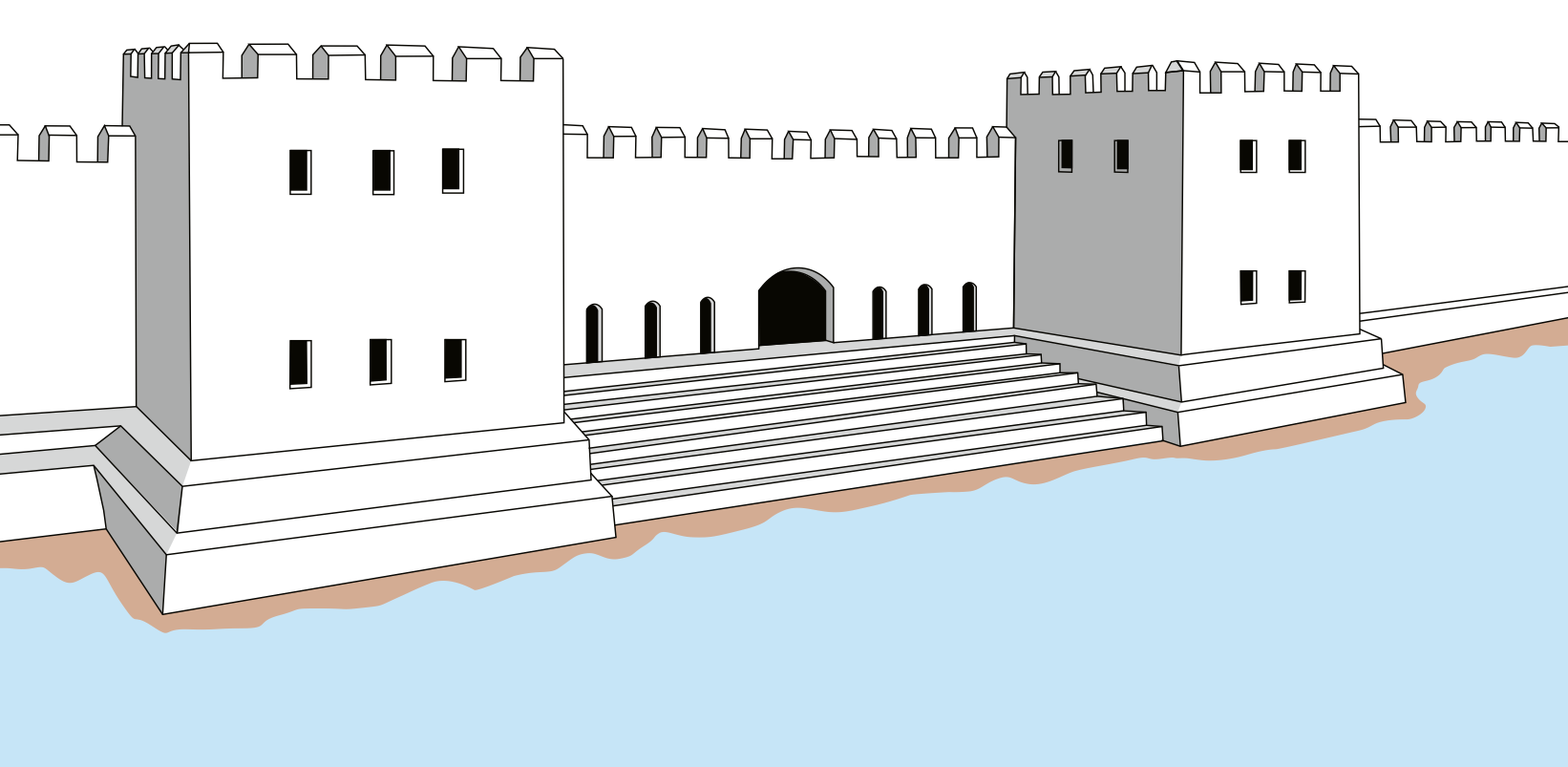
Reconstrucción del muelle de la fortaleza.
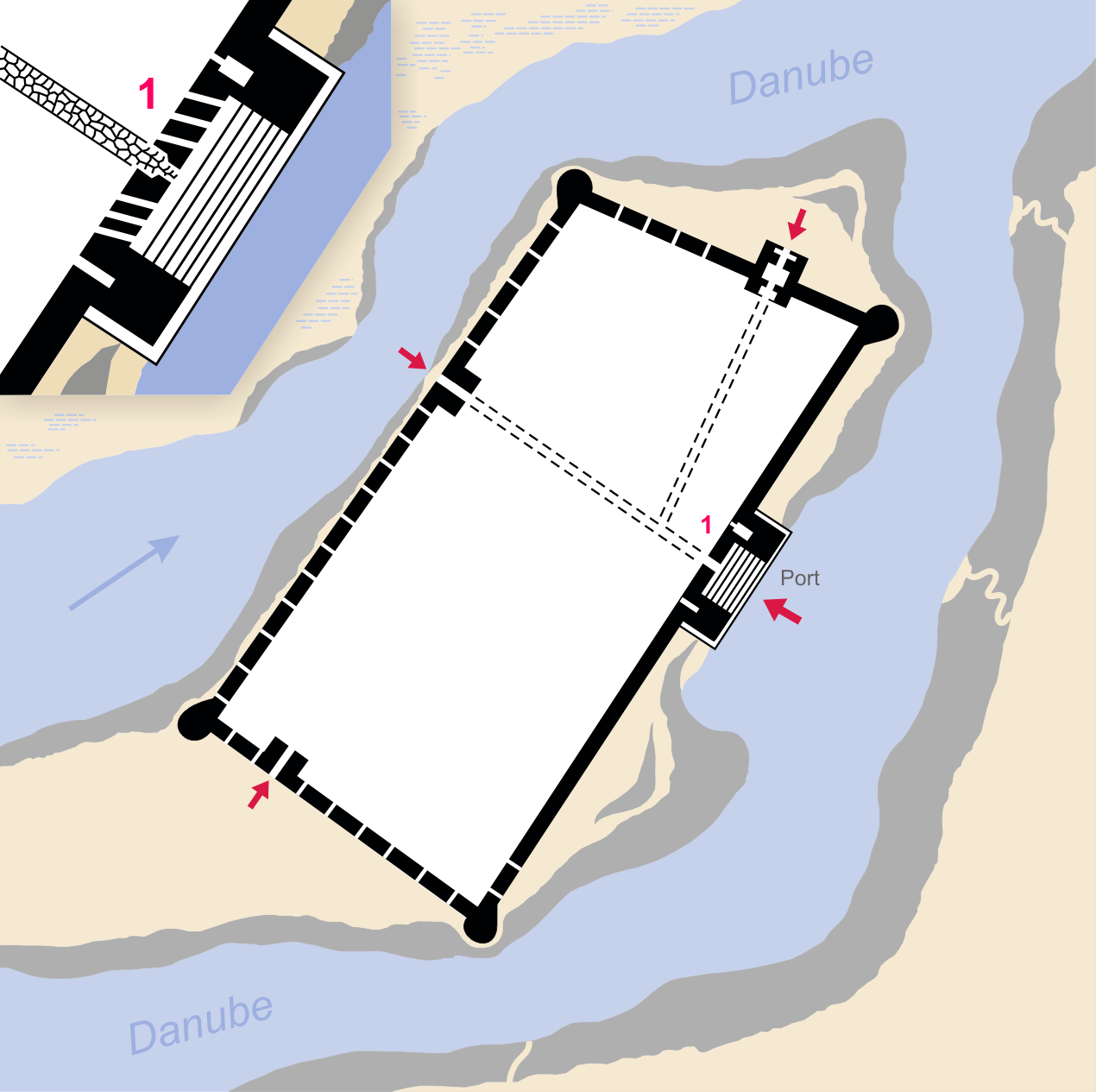
Plano de la fortaleza búlgara.